# Villa de' Rossi

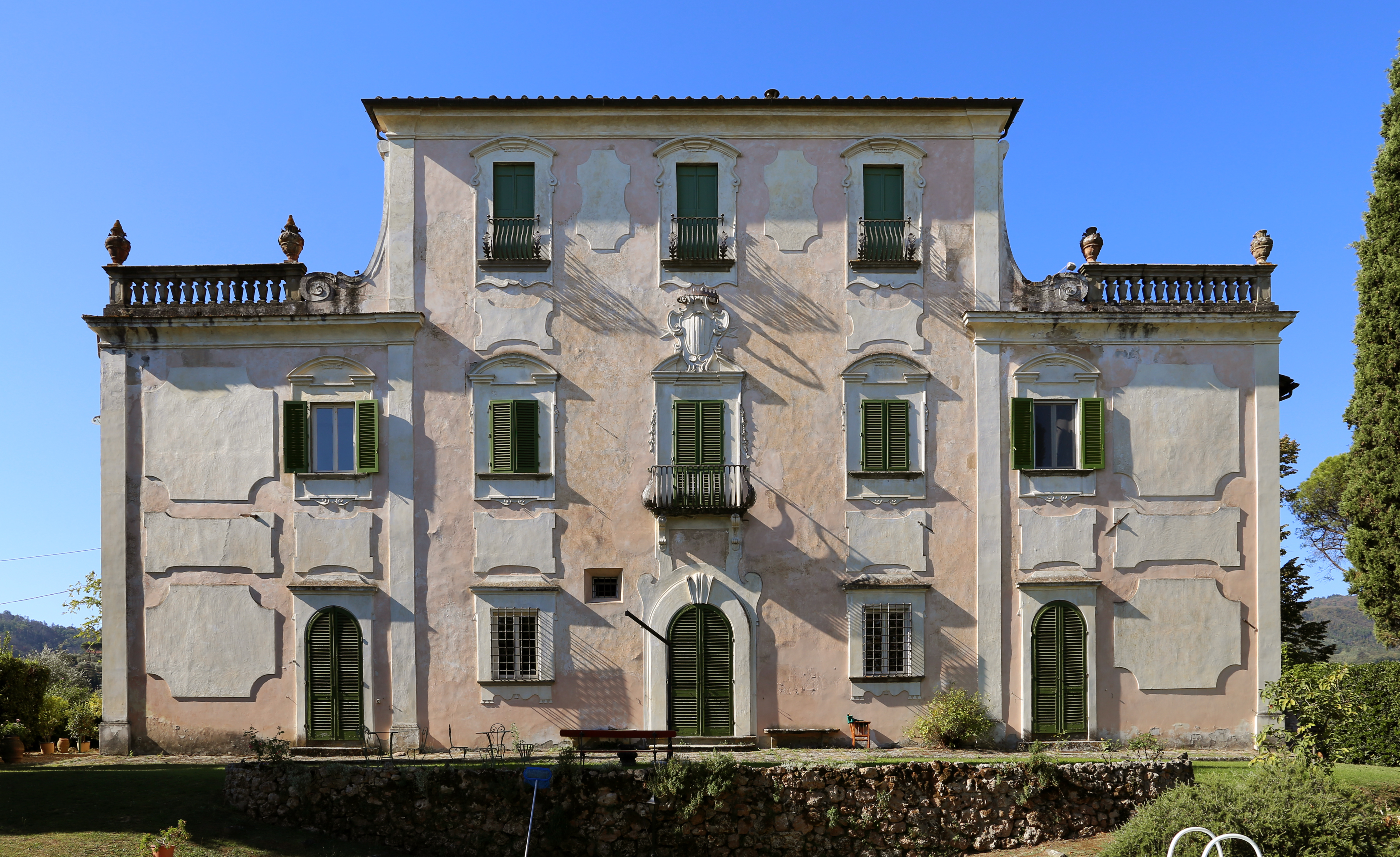
Villa de' Rossi

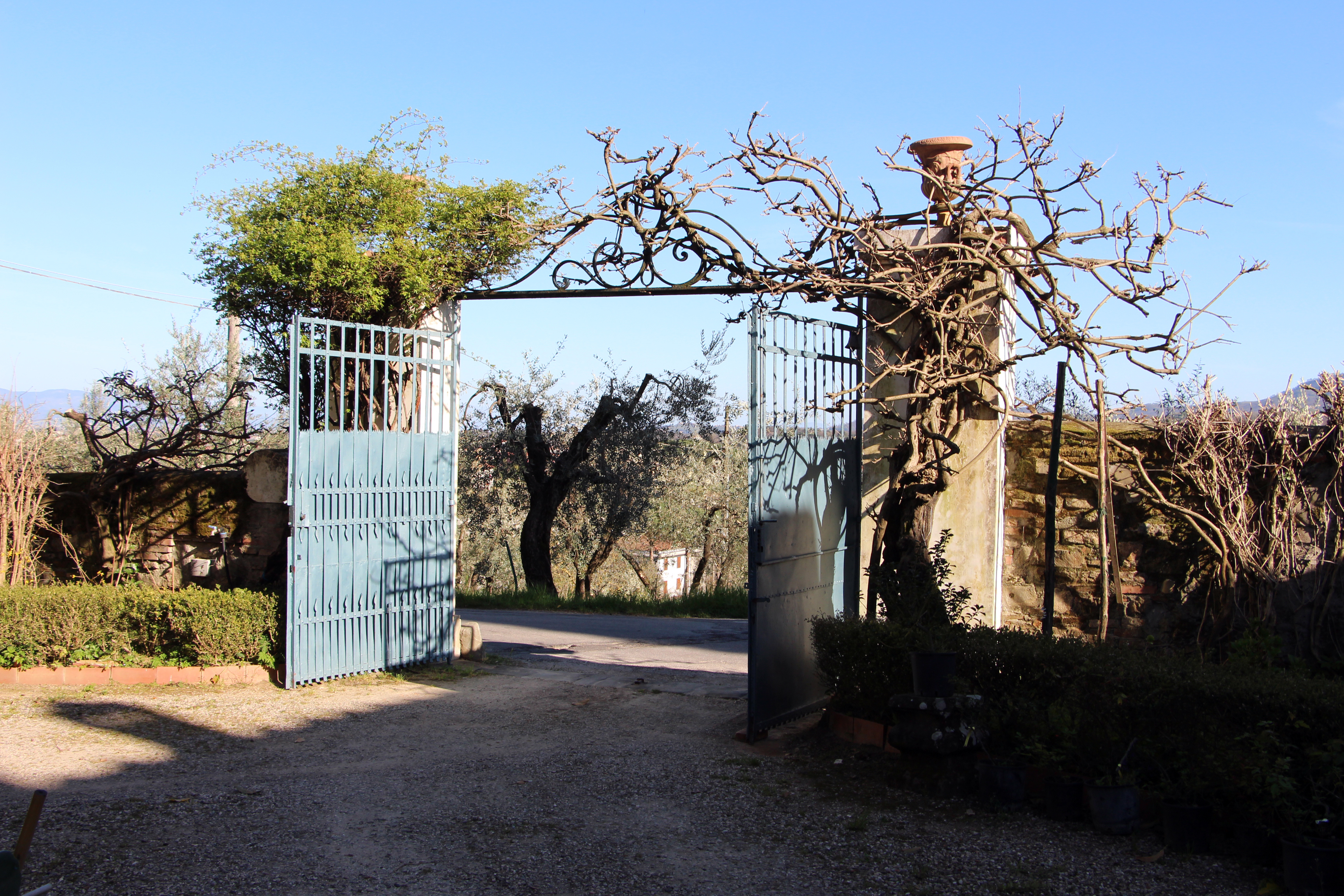
L'ingresso

Villa de' Rossi è un edificio storico nel comune di Serravalle Pistoiese, situato in via San Giusto o nella frazione di Castelnuovo.

## Storia
In origine una casa colonica, la villa acquisì le forme attuali nella prima metà del Settecento, mantenendo alcune strutture più antiche, tra cui frantoio. Fu costruita per la famiglia Melani, a cui seguirono i de' Rossi. Nel catasto comunale del 1821 compare citata come "villa Castelnuovo".
Al 1748-1750 risale la cappella gentilizia di San Giustico, che dà direttamente sulla strada principale con l'ingresso principale, mentre un secondo ingresso laterale si trova, al culmine di una piccola scalinata in pietra, sul lato della villa. Dedicata a San Giustino, era il punto di arrivo della tradizionale processione delle Rogazioni, che si svolgeva il giorno dell'Ascensione.

## Descrizione
La facciata a oriente è decorata con cinque assi di finestre e cornici scolpite. A due piani, ha il corpo centrale che si eleva di un ulteriore piano, affiancato da due ampie balconate poste sui corpi laterali, recintate da balaustre su cui si trovano urne in terracotta.
Al centro della facciata lo stemma de' Rossi, scolpito su quello più antico dei Melani.
Del parco oggi resta poco, tenuto soprattutto a prato con essenze, in vaso o nel terreno, disposte in maniera casuale. Davanti al fronte della villa esiste comunque ancora la vasca ottocentesca dalle forme curvilinee, mentre sul prospetto posteriore, dove dà il cancello principale, si trova una grande magnolia circondata da una siepe.
Staccata dall'edificio principale si trova la cappella di san Giustino, con lo stemma della famiglia Melani. Piccola costruzione a pianta quadrata, è coperta a volta e conserva un altare in stucco con una tela che rappresenta San Giustino, e una dotazione di arredi sacri e liturgici originale, in parte conservata nell'attigua sagrestia.